# 天晴爛漫!
『天晴爛漫！』（あっぱれらんまん、APPARE-RANMAN!）は、P.A.WORKS制作による日本のテレビアニメ作品。2019年10月に制作が発表され、2020年4月から9月までAT-Xほかにて放送された。
明治後期（19世紀が終わり20世紀の始め）にアメリカに漂着した日本人二人組が、帰国資金稼ぎのためアメリカ大陸横断カーレースに挑む。

## 概要
アメリカ大陸を横断する自動車レースをテーマとした作品である。KADOKAWAからオファーが来た当初はゴルフで大陸横断するというプロットだった。

## あらすじ

### 第一話 - 第五話
時は明治。日本の小さな港町に住む商人の次男坊空乃天晴は、家業も手伝わずにカラクリ作りに明け暮れるトラブルメーカーだった。そんな彼のお目付け役を上役より押し付けられた士族の下級役人一色小雨は、成り行きで天晴の出奔に巻き込まれ、蒸気船天晴号に乗って漂流する羽目になる。なんとかアメリカの船に救助された彼らは、そのままロサンゼルスへと上陸することになった。当面の住処と生活費は確保したものの、日本に帰る資金の当てがない彼らだったが、3大自動車連合（BIG.BOSS）が新たな時代の到来をアピールするためにロサンゼルスからニューヨークへのアメリカ大陸横断カーレースを行うことを知り、天晴号を蒸気自動車に改造してその賞金で日本へ帰ることを思い立つ。
父の仇である「首に蛇のタトゥー」のある男を捜すネイティブアメリカンの少年ホトトを道先案内人として仲間に加えた天晴と小雨は、レーサー志望の中国系移民の少女景・夏蓮（ジン・シャーレン）、ヨーロッパの自動車メーカーBNW社長の御曹司アル・リオンと友人兼ライバルの関係を築く。
更に、伝説のアウトロー「サウザンドスリー」と呼ばれる3人ディラン・G・オルディン、TJ、ギル・T・シガーも参加を表明し、それぞれの目的を胸に秘めた一癖も二癖もあるレーサーたちの戦いの火ぶたが切られることになる。

### 第六話 - 第七話
最初の補給地ランカスターをゴールとしたプレレースがディランの勝利に終わったレース1日目の夜。ディランより蛇のタトゥーが「虐殺のギル」の部下の証「ギルズスネーク」だと教えられたホトトは、父の仇の手掛かりを求めてギル一味の野営地の偵察を行う。そこでホトトは、ギルの副官として一行を統率する男チェイス・ザ・バッドが、翌日にコースとなるデスバレーの「絶望の谷」入り口を瓦礫で封鎖して他のレーサーを足止めし、突破力に優れた自分たちの車で瓦礫を破壊して通過した後は爆薬で谷を封鎖する作戦を立てているのを耳にするが、捕まって行方不明となってしまう。天晴号のスタート時間が来ても戻ってこないホトトを心配して町に残って捜すという小雨に、折れた天晴はスタートを遅らせてエンジンの改良を続けることにする。
町はずれに放置されていた木箱の中から自力で脱出に成功したホトトは、ギル一味の企みを天晴たちに伝える。搭載された蒸気機関とガソリンエンジンによるハイブリッドエンジンを始動して、ギルの車に追いつく天晴号。冷却装置が未完成のため長時間発動できないハイブリッドエンジンを温存し、このままギルと共に谷を抜けるのが一番合理的と言う天晴に対して、シャーレンとアルが危ないと告げる小雨とホトト。天晴は多少悩んだ後に、再びハイブリッドエンジンを始動してギルの車を追い越し、瓦礫で立ち往生していたレーサーたちにギルの罠を告げる。その結果、車内で寝ていたTJと谷上にいたギルの部下を尋問していたディラン以外のレーサーは谷の突破に成功するが、無理をしすぎた天晴号は谷の出口で走行不能になってしまう。
そんな天晴号を次の補給地イーリーまで牽引するために引き返してきたシャーレンとアルの助けを受け、野営をする一行。天晴は自分も含めて仲間たちがライバルを助けるために合理的ではない行動をとったことに悩むが、小雨は「人はからくりじゃない。理屈に合わんことだらけなんだ」と告げ、理屈家の天晴にもそんなところがあったことに安心したと語る。
翌日、イーリーをスタートする直前のギルに追いついた一行はギルの行った妨害行動を周囲に告げるが、「谷を爆破してはいけない」とルールで明記されていない以上問題ないと強弁するチェイスに、ギルを恐れる運営責任者セス・リッチ・カーターは口を出すことができない。そんなギルの車の前に一人で立ちふさがったホトトは、父の仇のことを教えろと涙ながらに告げ、その言葉に反応したギルは車を降り仮面を脱ぐ。実は彼らは本物のギル一味ではなく、その悪名を利用してレースを有利に進めようとしたアウトロー「バッド兄弟」で、仮面の男はチェイスの弟トリスタン・ザ・バッドだった。そんな騒動が起きている隙に、天晴は「他人の車を分解してはいけない」ルールはないとバッド兄弟の足止めを行い、これでお互い様として双方は和解する。

### 第八話 - 第九話
バッド兄弟を残してイーリーを出発した五台の先頭集団は何者かによって襲撃され、後のレーサーへの伝言役として残されたというリチャード・リースマン以外は全員殺されていた。襲撃者のリーダーの首にギルズスネークがあったというリチャードの言葉を聞いたホトトは小雨が止めるのを無視して父の仇を取るために後を追うと宣言し、仲間たちもこれ以上レースの妨害をさせないために同行することになる。
襲撃者が向かった痕跡がある小さな宿場町で聞き込みをするホトトたちだが、住民は非協力的で、無視するかすぐに町を出るようにと言うだけだった。そんな中、ついに見つけたギルズスネークを持つ男たちと対峙するが、協力するふりをしていた保安官こそが「首に蛇のタトゥーがある男」であり、仇を討とうとして無謀に突っ込んだホトトを助けるために戦った天晴、シャーレン、アルは善戦をしたものの、小雨が剣を抜けずに戦わなかったこともあり結局全員倒されてしまう。ギル一味はそんな小雨を臆病者として敢えて放置し、4人は日没時に見せしめとして縛り首にされることになる。
小雨は、9歳の時に目の前で母が自分をかばって斬殺された過去があり、その影響で修練を積み免許皆伝となった今でも実戦では身が竦み剣が抜けない状態にあった。過去と同様に何もできなかった自分を責める小雨に、町の酒場の女主人は「どんなに強くなっても過去は変えられない」と発破をかける。過去を変えることはできなくとも、自分に今できることがあると気付いた小雨は、処刑寸前の天晴たちのもとへ向かい、銃弾をかわしつつ4人の手下たちを無力化して仲間を救出。残った保安官も、ホトトの手を血で汚さないために一騎打ちで切り捨て、代わりに仇を討つのであった。
多数の犠牲者を出した結果、次の補給地デンバーへと到着できたレーサーは、デイラン、TJ、バッド兄弟、シャーレン、アル、天晴、リチャードの7チーム。セスたち運営側の判断により、安全のために鉄道路線沿いにコースを一部変更して、棄権したリチャードを除く6チームのみでノースプラット（英語: North Platte, Nebraska）から仕切り直しでレースを再開することが決定。その準備期間でできた余裕を利用して、天晴号のハイブリッドエンジンもついに完成した。だが、彼らはリチャードこそが鉄道会社より依頼を受けてレースを妨害する本物のギルであることをまだ知らない。

### 第十話 - 第十一話
鉄道の町ノースプラットから列車の発車時刻と同時にスタートした6台のレーシングカー、それは期せずして鉄道と自動車の競争としての構図を演出することに繋がっていた。並走する列車の中から、乗客たちに自動車の時代の到来をアピールするセス。だが、ギルは列車内の部下たちに指示を出し、依頼人だった鉄道会社重役を含む多数の乗客を殺害して列車を制圧し、付近で唯一渡河ができる鉄橋をふさぐ形で停車する。
列車の異常に気付いて停車したレーサーたちの前に現れたリチャードが、本物の虐殺のギルであったことに驚く一同。ギルにとっては鉄道も自動車も関係なく、自分が生きている限り強者が暴力ですべてを奪い取る「無法者の時代」が続くと世間に示すことが真の目的だった。アル、小雨、天晴、シャーレンの4人の攻撃を簡単に躱し、同じサウザンドスリーのTJ、ディランも圧倒するギル。そしてレースの賞金総額151万ドルをアルに要求し、レースの終了を宣言する。レーシングカーの破壊を始めたことに異を唱える天晴に苛立ったギルは銃を撃つが、とっさに間に入った小雨が代わりに弾を受け、大量出血となる。アルの秘書であり幼馴染でもあるソフィア・テイラーを含むBIG.BOSS関係者3名を人質に取ったギル一味は、鉄橋を破壊して河の向こうに去っていった。
全ての車両が走行不能で、小雨をどうすることもできないと思われたその時、列車襲撃当初に客車の爆発に巻き込まれていたバッド兄弟の車両がようやく到着する。彼らの車で何とかノースプラットの病院に運び込まれた小雨は意識不明で生死の境をさまよう。車を直し自分一人でもソフィアを救いに行くというアルは天晴に協力を頼むが、自身の無力さを痛感した天晴は人が変わったかのように弱気となり、町を無為に彷徨うだけだった。
ホトトから小雨が意識を取り戻したと聞いた天晴は病室に戻り、小雨が日本に帰るための船を造ると告げるが、小雨はそれを拒否する。自分の知っている天晴は、たとえレースが中止になったとしても自分一人で勝手にゴールまで走る奴だと。そして、ギルは誰も自分は止められないと言っていたが、発見されたばかりの血液型のおかげで輸血を受けた自分は生きている。それは新たな時代の技術が無法を止めたということではないかとも。それを聞いた天晴に、見失っていた自分が蘇ってくる。
レースの中止もやむなしと沈んでいたセスとレーサー達だが、そこに現れた天晴は全ての車を修理し、ギルを倒してレースの再開をすると宣言する。あんな奴に大切なものを傷つけられ奪われても平気な奴は残ればいい。それを聞いて、レーサーたちの闘志に火が灯る。そして、エンジニアとしてのプライドを刺激されたセスも、部下であるGM社のエンジニアたちにチームに関係なく協力し、全ての車両を修理しろと指示するのだった。

### 第十二話 - 第十三話
全ての車両の修理が終わり、病院を抜け出した小雨と身代金を持参するセスを加えた10人の勇士たちは、約100名のギル一味が潜伏するシカゴの隣にあるゴーストタウン「ストーンヒル」へと向かう。ソフィア以外の2名の人質は、ギルの戯れに惑わされ殺されていた。
町の正面から堂々と攻め込むディランとTJを囮として、4組に分かれて町に潜入した天晴＆小雨、アル＆シャーレン、トリスタン＆ホトト、チェイス＆セスの8名は、途中でギルの部下と遭遇するもそれぞれの能力を活かして打ち破り、ギルがいる教会跡へとたどり着く。だが、そこにはソフィアの姿は無かった。ギルの真の計画は、火薬を満載した暴走列車をシカゴの町に弾丸として打ち込むことで自分たちを討伐に来る州兵や住民を殺戮し、暴力の支配する世界の象徴とすることだった。ソフィアはその列車に乗せられたという。
戦う能力を持たないセスを除く7人は、果敢にギルに挑む。以前と同様に圧倒するギルだが、誰も闘志を失うことはない。そこへ、手下たちを全員片づけたディランとTJが現れる。ギルを彼らに任せ、天晴たち、アル、シャーレンは列車を追う。車を捨てて列車に乗り移ったアルとシャーレンはギルの部下を倒したものの、ブレーキが壊されているため列車を止めることも鎖で繋がれたソフィアを降ろすこともできない。天晴は最終手段として天晴号を機関車に正面から連結し、新たに搭載した緊急加速ブースターによるパワーでブレーキをかける。車止めに突っ込む寸前で列車は何とか止まるも、天晴号は再び壊れてしまう。
一方、ストーンヒルでの戦いはかつての息の合ったコンビネーションを取り戻したディランとTJが、ギルを打ちのめしていた。とどめを刺そうとするTJだが、ディランはここで彼を殺すのは、ギルが言っていた暴力の時代と同じとして、警察に引き渡して法の裁きを受けさせるべきと説得し、不承不承ながら納得するTJ。
それから一か月後。再開されたレースはゴール地ニューヨークまでたどり着いていた。半日遅れのバッド兄弟を除く5台の車は激しいデッドヒートを繰り広げ、僅差で天晴号が優勝する。
レースが終わり、故郷に帰るアルとシャーレン。アルはBNW社の豊富な資金で好きな車を作らないかと天晴を誘うが、天晴は蒸気船、自動車の次は飛行機の開発をしたいとしてそれを断る。日本に戻るつもりだった小雨だが、悩んだ末に天晴のいるアメリカに残ることにする。彼らのアメリカ珍道中はまだ続く。日本で兄の手紙を読む小雨の妹ふみと天晴の姉綾音は、アメリカで彼らが無事に過ごしているのを知り、笑いあうのだった。

## 登場人物

### チーム天晴
空乃 天晴
声 - 花江夏樹
本作の主人公。金魚のように跳ね上がった赤い髪が特徴。19歳。江戸幕府との取引経験もある商家「空乃屋」の次男だが、カラクリ好きで「実験」と称しては破天荒な振る舞いを繰り返すため、姉を除く家族にも疎まれている。発明に夢中になるあまり周囲が見えなくなる癖があり、人付き合いも悪いが、レースが進むにつれて不器用ながらも仲間に対する思いやりや、ライバルに対して義理堅い一面を見せるようになるなど人間的な成長を見せている。
牢に入れられても合鍵を作って脱獄したり、ゼンマイアシスト付き二輪車（現代のセグウェイに酷似）を作成したりと、メカニックとして並外れた技術力を持つ。ジュール・ベルヌの『月世界旅行』を愛読しており、誰も行ったことのない場所を目指して物作りに全力を注ぐ。
家族構成は父の角蔵（声 - 星野充昭）、母（声 - 伊沢磨紀）、兄の半兵衛（声 - 市来光弘）、姉の綾音（声 - 山村響）。
一色 小雨
声 - 山下誠一郎、田村睦心（9歳）
天晴の住んでいた町にある剣術道場「半月一刀流」の師範代。21歳。ふみ（声 - 黒沢ともよ）という妹がいる。チーム天晴のリーダーを自称しているが、全くリーダー向きではない心配性かつ臆病な性格が災いして誰からも相手にされていない。 上司の黒田長照（声 - 浦山迅）からの指示で天晴の監視役となり、破天荒な天晴のブレーキ役も担うが、大抵押し切られてしまっている。
刃物の扱いが巧みで、幼い頃に母親を亡くしてから妹の面倒を見ていたため料理も得意。相手の構えから動きを読む術に長けており、それを活かして金稼ぎのため殴られ屋の大道芸をした際にはプロボクサーも含めて全ての客のパンチを見切って躱すなど剣士として非凡な能力を持つ（銃口の位置から相手の動きを読めれば至近距離からの銃撃でも避けられる）が、幼い頃に母が自分を庇い斬られて死んだ経験から銃などの武器がトラウマになっているため、命がけの戦いでは身が竦んでしまい発揮することができずにいた。だが、敵に捕らえられた天晴達を助けるため己の過去を断ち切り、単身で銃を持つ敵5人を倒すとともにホトトの父を殺した相手を斬って仇を討った。
ホトト
声 - 悠木碧
ネイティブアメリカンの少年。11歳。父を殺して土地や馬を奪った「首に蛇のタトゥーが入った男」を探して1人旅をしていたところで天晴達と出会う。年齢の割に達観しており、大切なものを守るためなら大人相手にも臆せず戦いを挑む誇り高さも併せ持つ。土地勘のない2人にアメリカの地理や気候を教えたり、釣った魚を提供するなど協力的な一面もあるが、子供扱いされることを嫌う。良くも悪くも自分に対して正直に生きる天晴のことを素直に尊敬する一方、小雨のことは臆病者と下に見ていたが、父の仇を討ってからは態度を軟化させている。
新ホトト
ホトトがギル一味（偽）に捕まった際、小雨が彼らの野営地にホトトを捜しに訪れた際、チェイスの座っている箱の中にホトトが捕まっていると推測して箱を開けたものの、中にはホトトではなく一匹のプレーリードッグがいた。窮地に陥るかと思われた小雨だが、プレーリードッグを「ホトト」と名付けることでその場を切り抜けることに成功。それ以降一行のペットとして仲間入りしたが、「ホトト」という名前に反応するため、以降もその名で呼ばれている。

### 大陸横断レース参加者と関係者
景・夏蓮（ジン・シャーレン）
声 - 雨宮天
中国系移民の女性で大陸横断レースに参加するレーサー達の紅一点。
レーサーへの憧れからレーシングチームの雑用係として働くが、「女はレーサーになれない」という周囲の反対に遭って鬱屈した日々を送ってきた。半ば諦めかけたところに出会った天晴の助言を受け、レースへの参加を決意する。男勝りな性格で、同僚が帰った後で密かに磨いたドライビングテクニック、父親仕込みの拳法の腕前はいずれも折り紙付き。
アル・リオン
声 - 斉藤壮馬
三大自動車メーカーの一角「BNW」の御曹司。一族の代表としてヨーロッパから渡米し、大陸横断レースに参加する。
三兄弟の末っ子でまだ19歳と若いため一族内での発言権は低く、レースへの参加は優勝して父や兄達を見返すためという意味合いもある。やや自信過剰な面はあるものの、正々堂々とした勝負を好む貴公子然とした性格で、レーシングカーの運転は元よりバイオリンの演奏もプロ級の腕前を誇る。
ソフィア・テイラー
声 - 折笠富美子
アルの秘書である女性。母がアルのベビーシッターを務めていた関係から姉弟同然に育ち、今回の渡米にも同行してきた。好奇心旺盛な一面もあり、アルがゼンマイアシスト二輪車の受け取りを断ろうとした際は代わりに申し出て、鼻歌交じりで乗りこなしていた。
酒に非常に強く、TJとのテキーラ飲み比べでTJが潰れた後も平然とした表情でテキーラを飲んでいた。
ディラン・G・オルディン
声 - 櫻井孝宏
伝説のアウトロー「サウザンドセブン」の生き残りである「サウザンドスリー」の1人。ストイックなガンマンで、胸の二丁拳銃に加え、腰のホルスターにもう一丁収納している。 大手自動車会社「GM」に雇われ大陸横断レースに出場する。
「英雄のディラン」という異名を持ち、本人はそう呼ばれるのを嫌うが、「酒が不味くなる」という名目でチンピラに絡まれたホトトを助けたりと正義感は強い。過去に参加した戦争の恩赦により、サウザンドスリーで唯一賞金首扱いを免れたという経緯がある。出征中に恋人であるクラウディア（声 - 茅野愛衣）を失った事がトラウマになっている。
TJ
声 - 杉田智和
「サウザンドスリー」の1人。「クレイジーTJ」という異名を持つファンキーな男で、大きく逆立ったドレッドヘアやドクロマークの入った蓄音機など、派手で奇抜なファッションが目を引く。
戦後に賞金首となったところを大手自動車会社「アイアンモーターズ」に雇われ、大陸横断レースに出場する。刺激を求めて危険な場所に飛び込む性癖から、ディランをして「ふざけた野郎」と言わしめているが、かつては相棒関係にあり、クラウディアを取り合って決闘をしたこともある。
セス・リッチ・カーター
声 - 興津和幸
GMの社員。エンジニアからの叩き上げで、レーシングカーの設計に携わりながら大陸横断レースの運営責任者も務めている。レースの盛り上げやGM優勝という功績により幹部への出世を狙おうとするが、ポールポジションを狙って競い合うレーサー達に頭を痛める苦労人な一面も見せている。ディランの乗る車は彼が設計したものだが、エンジンに新設計の装置を搭載しようとしたが上層部に反対されて断念した経緯がある。
ギル・T・シガー（本物） / リチャード・リースマン
声 - 津田健次郎
大陸横断レースに参加している賞金稼ぎ。細目と顔の十字傷が特徴。レーサー達の中では目立たないようにふるまい、困っている人を見捨てられないお人好しを装っていた。右目は黒地に赤いギルズスネークが刻まれた義眼で、目を見開くと凶悪な人相となる。
その正体は「サウザンドスリー」の1人。女子供にも容赦しない残忍な殺戮者「虐殺のギル」としての知名度は高いが、その素顔は知られていない。そのためバッド兄弟の騙りをレース主催者は見抜けなかった。鉄道会社にレースの妨害を依頼され、偽名でレースに参加して暗躍している。
多数の部下を持ち、彼らは全員ギルへの忠誠の証として蛇のタトゥー「ギルズスネーク」を入れている。
ギル・T・シガー（偽物） / トリスタン・ザ・バッド
声 - 小野大輔
「虐殺のギル」の名を騙ってレースに参加した鉄仮面やソンブレロで常に顔を隠している大男。
正体はレースを有利に進めるためにギルの名を騙っていたアウトローであり、根は温厚な性格。その性格ゆえに無益な争いは好まないが、作中随一の体躯に相応しいパワーの持ち主であり、本気になれば小雨、アル、シャーレンを三人同時に弾き飛ばすほどの強さを発揮する。
チェイス・ザ・バッド
声 - 稲田徹
ギルの参謀的存在。無口なギルに代わって意思表明から（ポールポジションを決める際の）腕相撲まで何でもこなす。頭の回転も早く、レース中も様々な作戦を立てながら賞金を狙う。
正体はトリスタンの兄で、粗暴な性格だが自分達よりも貧しい者は襲わないという信念を持つ。

## スタッフ
- 原作 - APPERRACING[5]
- 監督・シリーズ構成・ストーリー原案 - 橋本昌和[5]
- キャラクター原案 - アントンシク[5]
- キャラクターデザイン・総作画監督 - 大東百合恵[5]
- メカニックデザイン - 竹内志保[5]
- プロップデザイン - 入江桃子
- 美術監督 - 杉浦美穂[5]
- 美術設定 - 塩澤良憲
- 撮影監督 - 並木智[5]
- 色彩設定 - 中野尚美[5]
- 3D監督 - 市川元成[5]
- 編集 - 髙橋歩[5]
- 音響監督 - 飯田里樹[5]
- 音楽 - Evan Call[5]
- 音楽プロデューサー - 吉江輝成
- 音楽制作 - ランティス[5]
- プロデューサー - 立崎孝史、德村憲一、川本晃生、礒谷徳知、有水宗治郎、臼倉竜太郎、仲村直人、福井詔雄
- アニメーション制作 - P.A.WORKS[5]
- 製作 - 天晴製作委員会[5]（KADOKAWA、サミー、ドコモ・アニメストア、AT-X、角川メディアハウス、バンダイナムコアーツ、P.A.WORKS、ビットグルーヴプロモーション〈旧ビットプロモーション〉）

## 主題歌
「I got it!」
Mia REGINAによるオープニングテーマ。作詞はささかまリス子、作曲・編曲は神田ジョン。
「I'm Nobody」
森久保祥太郎によるエンディングテーマ。作詞は森久保、作曲・編曲は井上日徳。

## 各話リスト
| 話数     | サブタイトル           | 脚本              | 絵コンテ            | 演出              | 作画監督 | 初放送日       |
| -------- | ---------------------- | ----------------- | ------------------- | ----------------- | --- | -------------- |
| 第一話   | 晴れ、ときどき小雨     | 橋本昌和          | 橋本昌和            | 太田知章          | 瀬尾康博 | 2020年 4月10日 |
| 第二話   | in the Dark            | 橋本昌和          | 許琮                | 藤井康雄          | 宮崎司 三浦菜奈 | 4月17日        |
| 第三話   | DUEL                   | 橋本昌和          | 本間修              | 本間修            | 水野紗世 合田真さ美 | 4月24日        |
| 第四話   | Let It Go              | 橋本昌和          | 岡村天斎            | 熨斗谷充孝        | 石井かおり 岩崎亮 池津寿恵 鍋田香代子                                                                                    | 7月24日        |
| 第五話   | The Eve. And…          | 橋本昌和          | 篠原俊哉            | 藤井康雄          | 宮崎司 三浦菜奈 秋山有希 井上裕亮                                                                                        | 7月31日        |
| 第六話   | I am Gil!              | 森江美咲 橋本昌和 | 増井壮一            | 太田知章          | 水野紗世 酒井美佳 | 8月7日         |
| 第七話   | FAKE                   | 森江美咲 橋本昌和 | 本間修              | 本間修            | 合田真さ美 野田友美 Park Ae-lee Lee Bu-hee Jang Gil-yong 大東百合恵                                                      | 8月14日        |
| 第八話   | HEAVY RAIN             | 橋本昌和          | 許琮                | 大石康之          | 秋山有希 井上裕亮 三浦菜奈 石井かおり 佐藤祐子                                                                           | 8月21日        |
| 第九話   | short break            | 森江美咲 橋本昌和 | 畑博之              | 畑博之            | 秋山有希 鍋田香代子 酒井美佳 野田友美                                                                                    | 8月28日        |
| 第十話   | The Bridge to Hell     | 森江美咲 橋本昌和 | 岡村天斎            | 太田知章          | 宮崎司 鍋田香代子 大東百合恵                                                                                             | 9月4日         |
| 第十一話 | Rain in the Dark Night | 橋本昌和          | 許琮                | 藤井康雄          | 宮崎司 水野紗世 三浦菜奈 石井かおり                                                                                      | 9月11日        |
| 第十二話 | WE WILL STOP YOU!!     | 橋本昌和          | 岡村天斎 菅沼芙実彦 | 本間修            | 水野紗世 合田真さ美 松川哲也 酒井美佳 新里りお 稲熊一晃 若林広大 大東百合恵 Jang Gil-yong Woo Jin-woo Lee Bu-hee         | 9月18日        |
| 第十三話 | OVER THE MOON          | 橋本昌和          | 橋本昌和            | 橋本昌和 藤井康雄 | 宮崎司 水野紗世 鍋田香代子 三浦菜奈 酒井美佳 瀬尾康博 野上なつ 稲熊一晃 Hwang Il-jin Woo Jin-woo Kwon Hee-jae 大東百合恵 | 9月25日        |

## 放送・配信
第1・2話の先行上映が2020年3月21日にdアニメストア、3月27日にAbemaTV、3月30日にAT-X、4月3日にニコニコ生放送にて行われた。
同年4月10日よりAT-Xほかにて放送・配信を開始したが、新型コロナウイルスの感染拡大による制作への影響により、4月21日の第3話は通常通り放送したのち第4話以降の放送・配信を延期し、放送時間枠の変更を経て7月3日より改めて第1話から順次放送が再開された。
| 放送期間                | 放送時間                     | 放送局     | 対象地域 | 備考                                            |
| ----------------------- | ---------------------------- | ---------- | -------- | ----------------------------------------------- |
| 2020年4月10日 - 4月24日 | 金曜 21:30 - 22:00           | AT-X       | 日本全域 | 製作参加 / CS放送 / リピート放送あり / 字幕放送 |
|                         | 金曜 22:30 - 23:00           | TOKYO MX   | 東京都   |                                                 |
|                         | 金曜 23:00 - 23:30           | BS11       | 日本全域 | BS放送 / 『ANIME+』枠                           |
| 2020年4月11日 - 4月25日 | 土曜 0:30 - 1:00（金曜深夜） | KBS京都    | 京都府   |                                                 |
|                         |                              | サンテレビ | 兵庫県   |                                                 |
|                         | 土曜 1:59 - 2:29（金曜深夜） | 北日本放送 | 富山県   |                                                 |
|                         | 土曜 3:05 - 3:35（金曜深夜） | テレビ愛知 | 愛知県   |                                                 |

| 放送期間                | 放送時間                     | 放送局     | 対象地域 | 備考                                 |
| ----------------------- | ---------------------------- | ---------- | -------- | ------------------------------------ |
| 2020年7月24日 - 9月25日 | 金曜 21:00 - 21:30           | AT-X       | 日本全域 | 製作参加 / CS放送 / リピート放送あり |
|                         | 金曜 22:00 - 22:30           | TOKYO MX   | 東京都   |                                      |
| 2020年7月25日 - 9月26日 | 土曜 0:30 - 1:00（金曜深夜） | KBS京都    | 京都府   |                                      |
|                         |                              | サンテレビ | 兵庫県   |                                      |
|                         | 土曜 1:00 - 1:30（金曜深夜） | BS11       | 日本全域 | BS放送 / 『ANIME+』枠                |
| 2020年7月29日 - 9月30日 | 水曜 3:05 - 3:35（火曜深夜） | テレビ愛知 | 愛知県   |                                      |
| 2020年8月1日 - 10月3日  | 土曜 1:59 - 2:29（金曜深夜） | 北日本放送 | 富山県   |                                      |

| 配信開始日            | 配信時間        | 配信サイト |
| --------------------- | --------------- | --- |
| 2020年4月10日         | 金曜 22:00 更新 | dアニメストア |
| 2020年4月17日以降順次 | 不明            | Netflix Amazonプライム・ビデオ Hulu バンダイチャンネル ビデオパス J:COMオンデマンド ABEMA U-NEXT アニメ放題 ひかりTV FOD niconico GYAO! Rakuten TV ビデオマーケット DMM動画 HAPPY!動画 MOVIEFULL |

## BD / DVD
| 巻 | 発売日         | 収録話         | 規格品番  | 規格品番   |
| 巻 | 発売日         | 収録話         | BD        | DVD        |
| -- | -------------- | -------------- | --------- | ---------- |
| 1  | 2020年9月25日  | 第1話 - 第4話  | KAXA-7931 | KABA-10871 |
| 2  | 2020年10月28日 | 第5話 - 第8話  | KAXA-7932 | KABA-10872 |
| 3  | 2020年11月25日 | 第9話 - 第13話 | KAXA-7933 | KABA-10873 |

## Webラジオ
空乃天晴役の花江夏樹と一色小雨役の山下誠一郎によるWebラジオ『「天晴爛漫！」Radio Here we go!!!!!』が2020年4月2日より10月1日まで音泉にて隔週木曜に配信。

## 漫画
キャラクター原案のアントンシクによるコミカライズ作品が、『ヤングエース』（KADOKAWA）にて2020年5月号から2022年2月号まで連載された。
- APPERRACING（原作）、アントンシク（漫画） 『天晴爛漫！』 KADOKAWA〈角川コミックス・エース〉、全3巻
  1. 2020年9月4日発売[21]、ISBN 978-4-04-109820-2
  2. 2021年12月28日発売[22]、ISBN 978-4-04-109821-9
  3. 2021年12月28日発売[23]、ISBN 978-4-04-112019-4